# Scapania udarii
Scapania udarii là một loài rêu trong họ Scapaniaceae. Loài này được S.C. Srivast. & A. Srivast. mô tả khoa học đầu tiên năm 1993.